# 大崙 (嘉義縣水上鄉)
大崙，是臺灣嘉義縣水上鄉的一個傳統地域名稱，位於該鄉西端偏北地帶。相較於今日行政區，其範圍大致包括大崙村不含西部北側兩個凸出部分、大堀村西北部，以及太保市前潭東端、鹿草鄉下麻村東北端凸出部分。

## 歷史
台灣日治初期，大崙地區為一街庄（舊制街庄），稱為「大崙庄」，隸屬於柴頭港堡。該庄北與白鴒厝庄、下塗溝庄為鄰，東及東南與大堀尾庄為鄰，南邊為十一指厝庄，西邊為埔心庄、後潭庄。
1901年（日治明治三十四年）11月11日，全台設置二十廳，該庄隸屬於嘉義廳。1904年（明治三十七年）2月15日，該庄編入「柴頭港區」，隸屬於嘉義廳。1909年（明治四十二年）10月25日，全台整併二十廳為十二廳，該庄仍隸屬於嘉義廳。1910年（明治四十三年）1月18日，各區管轄區域調整，該庄改隸屬於嘉義廳的「水堀頭區」。
1920年（大正九年）10月1日，全台廢十二廳改設五州二廳，該庄改制為「大崙」大字，隸屬於臺南州嘉義郡水上庄（新制街庄）。
戰後水上庄改制為水上鄉，隸屬於臺南縣，大字亦改制為村。1950年（民國39年）10月，雲、嘉、南分治，水上鄉改隸屬於嘉義縣。

## 聚落
本地區發展較早的聚落有大崙、二重溝等，在日治期初期的官方地圖上已有記載。

## 交通
國道1號又稱「中山高速公路」，是台灣西部兩條縱向高速公路之一，經過本地中部偏東，並在縣道168號交會處設有水上交流道。由此可快速前往國道1號沿線各地。
縣道168號又稱「嘉朴公路」，是東石至中庄的道路，經過本地區江二重溝聚落南側。由該道路西行可前往太保市、朴子市、東石鄉，並止於東石市區；東行可前往水上鄉水上市區，並止於中庄的縣道165號轉角路口。
鄉道嘉63線是瓦厝至大崙的道路。
鄉道嘉65線是管事厝至後潭的道路。

## 學校
- 大崙國小